# Disc d'acreció

Imatge d'artista d'un disc d'acreció en una estrella massiva alimentat per material procedent de la seva companya binària

Un disc d'acreció és una estructura en forma de disc al voltant d'un objecte central massiu. El disc alimenta el cos central i és acretat per aquest i contribueix al seu augment de massa. La dinàmica d'aquests objectes astrofísics està governada principalment per la llei de conservació del moment angular. El disc pot ser extens verticalment i dona lloc a una estructura de tipus toroïdal. Els discos d'acreció poden trobar-se al voltant de forats negres, nuclis de galàxies actius o AGN (Active Galactic Nuclei), o al voltant d'estrelles molt joves en procés de formació. En aquest últim cas, es denominen també discos circumestel·lars. Els sistemes planetaris s'originen a partir de discos d'aquest tipus mitjançant fenòmens d'acreció (o agregació) de les partícules originàries, fins a formar els planetes, satèl·lits i els cossos menors del sistema.
Una estrella o un altre astre situat en un sistema binari pot també formar un disc d'acreció robant matèria de les capes exteriors de la seva companya. Aquesta matèria forma un anell entorn de l'estrella captora, i pot arribar a caure sobre la seva superfície després de descriure una trajectòria en espiral. A causa de les enormes velocitats a què arriba la matèria en aquesta caiguda, s'observa una forta emissió de rajos X, que ha servit per a detectar objectes que no emeten radiació per si sols, com és el cas de les estrelles de neutrons o els forats negres.

## Formació de discos d'acreció
El disc és una estructura comuna en l'univers. Tant galàxies com estrelles s'han format alhora en discos d'acreció de molt diferents dimensions. El motiu que origina tan comunes estructures a partir d'informes núvols de gas és senzill. Gairebé tota massa de gas conté un cert moment angular, una mínima quantitat de rotació. És a dir, els immensos núvols que es col·lapsen formant aquestes estructures giren inicialment, encara que sigui molt lentament. El sistema de gas en rotació es manté en un delicat equilibri que es pot trencar a causa, p. ex., d'una ona de pressió d'una supernova, o perquè arriba a una quantitat de massa crítica. Quan sobrevé la inestabilitat i el núvol es comprimeix per l'efecte creixent de la gravetat, aquesta comença a experimentar certs canvis que la conduiran a formar un disc.
En comprimir-se el núvol, gira més de pressa per conservació del moment angular. Però aquest gir solament ocorre al llarg del seu plànol de gir. En les zones de major rotació, la força centrífuga adquireix cada vegada major intensitat. Aquesta asimetria cada vegada més acusada és la que, a poc a poc, acaba per donar forma al disc. Les regions supraadjacents i subjacents al plànol de gir, és a dir, els pols, cauen lliures a gran velocitat, mentre que el gas que gira al llarg d'aquesta plana es veu molt frenat per la creixent força centrífuga. Així, l'acció combinada de rotació i gravetat és la que, al final, donarà la característica forma de disc.
Els discos d'acreció més actius presenten forts dolls d'emissió de material al llarg de l'eix de rotació. Aquest fenomen es denomina comunament difusió ambipolar. L'estructura i naturalesa dels mecanismes d'emissió en doll no es coneixen amb precisió, encara que es creu que tenen a veure amb la presència d'un fort camp magnètic. El material central fortament ionitzat escup una part de si a través de les línies de camp que actuen a manera de guies.

## Discos d'acreció al voltant d'estrelles joves

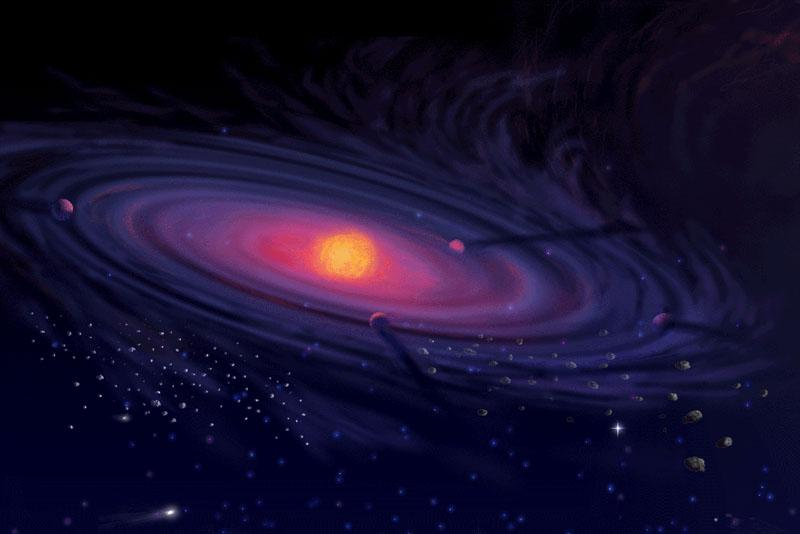
Visió artística d'un disc protoplanetari

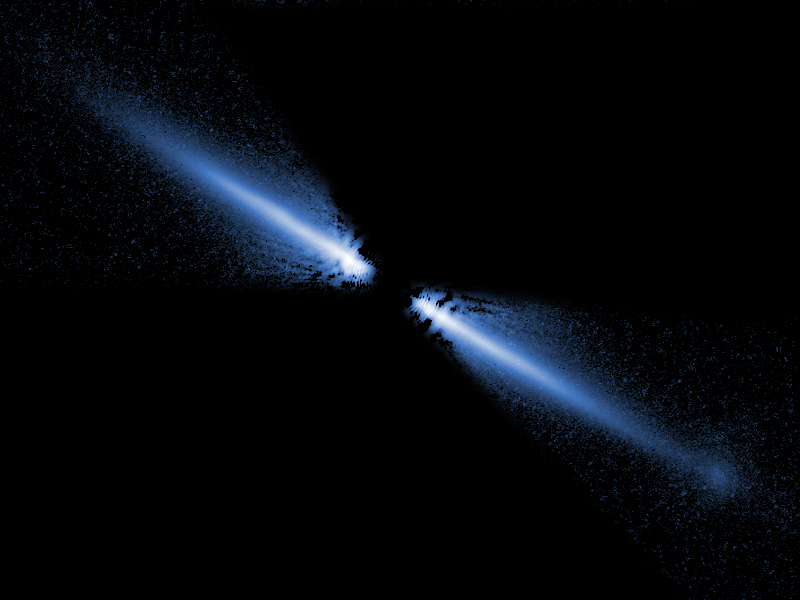
Disc secundari de pols al voltant del sistema AU Microscopii. Imatge del telescopi espacial Hubble

- Més informació en: Disc circumestel·lar | Nebulosa protosolar

La formació d'una estrella a partir d'un núvol de gas molecular és un procés que transcorre en escales de temps de 10⁵-10⁶ anys. Com el moment angular ha de ser conservat, la major part del material cau inicialment sobre un disc d'acreció que lentament va acreixent sobre l'estrella central. El moment angular és redistribuït cap a les regions exteriors del disc, és a dir, la major part de la massa acreix sobre l'estrella central mentre que una petita part del material exterior s'estén, allunyant-se i duent-se el moment angular necessari per a produir l'acreció interior. Aquests discos tenen períodes de vida d'1-10 Myr. Les estrelles joves mostren senyals d'acreció per mitjà d'excessos d'emissió infraroja (presència de disc) i ultraviolada (acreció de material). El disc, il·luminat i escalfat per l'estrella central, pot percebre's en algunes imatges astronòmiques en l'infraroig i en rangs d'ona del mil·limètric. En els discos que no poden resoldre's òpticament (extensió espacial inferior a la resolució de l'instrument), la seva presència pot detectar-se per mitjà de la distribució espectral d'energia (SED Spectral Energy Distribution), que presenta un excés d'emissió en l'infraroig.
En el cas de ser sistemes múltiples, s'ha comprovat que es poden donar dues configuracions distintes de discos d'acreció: o es forma un disc al voltant de cadascun dels components del sistema i un disc en comú al voltant de tots aquests, o directament es forma un disc en comú al voltant dels components del sistema, sense discos "individuals".
En estrelles joves, però dintre ja de la seqüència principal i amb edats entorn de 100 milions d'anys, es poden observar discos secundaris de pols sense restes importants de gas orbitant l'estrella central. Aquests discos de segona generació es formarien a partir dels impactes destructius entre planetesimals romanents de la formació planetària, capaces de produir una gran quantitat de pols.

## Discos d'acreció al voltant d'objectes compactes
Sovint, en sistemes binaris en els quals una de les estrelles és un objecte compacte, com un púlsar o un forat negre, les observacions mostren indicis de material circulant de l'estrella brillant cap a l'objecte compacte. Això ocorre quan l'estrella té les capes exteriors en l'interior del límit de Roche de l'objecte compacte. El material arrencat fluïx sobre aquest objecte formant un disc d'acreció al seu al voltant. En el cas dels forats negres, la matèria s'arriba a accelerar tant que les emissions de radiació procedents del vòrtex es donen en la banda dels raigs X. Les fonts de raigs X solen ser, de fet, una pista que delata la seva presència.